# Charolais (pays)
Pour les articles homonymes, voir Charolais.
Le Charolais ou Charollais est une région naturelle de France, située autour de la ville de Charolles, dans le département de Saône-et-Loire et la région Bourgogne-Franche-Comté. C'était à l'origine une région historique, un comté, qui une fois racheté par le duc de Bourgogne Philippe le Hardi, fut plus ou moins géré conjointement avec le duché de Bourgogne. Le Charolais a donné son nom à un territoire LOADDT plus vaste, le Pays Charolais-Brionnais.

## Géographie

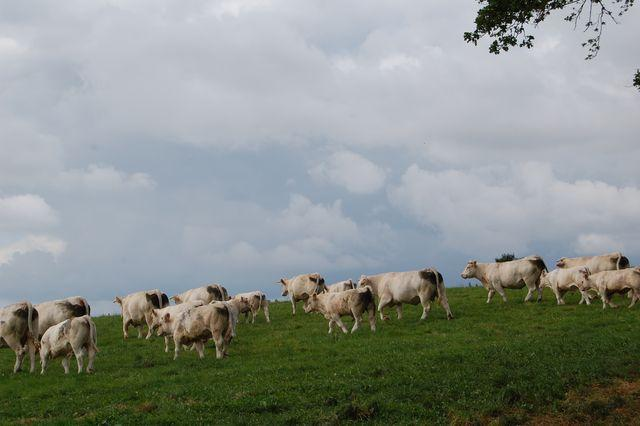
Troupeau de vaches de race Charolaise

### Situation
Le Charolais est une petite région d'une vingtaine de kilomètres de côté. Elle est située à l'ouest du département de Saône-et-Loire, entourée par les régions naturelles suivantes :
- au nord par l'Autunois ;
- au nord-est par le Chalonnais ;
- à l'est par le Clunisois ;
- au sud-est par le Mâconnais ;
- au sud par les collines du Brionnais ;
- à l'ouest par la Sologne bourbonnaise ;
- au nord-ouest par le Bas Morvan méridional.

### Relief
Le Charolais est géologiquement dans le prolongement nord du Massif central et peut être scindé en :
- Bas-Charolais - peu élevé, il s'étend de la vallée de la Bourbince à celle de l'Arroux ;
- Haut-Charolais - d'une altitude moyenne de 600 mètres, limité au sud par les monts du Beaujolais et à l'est par les vallées de la Guye et de la Grosne, il est formé de sommets cristallins, granite et grès.

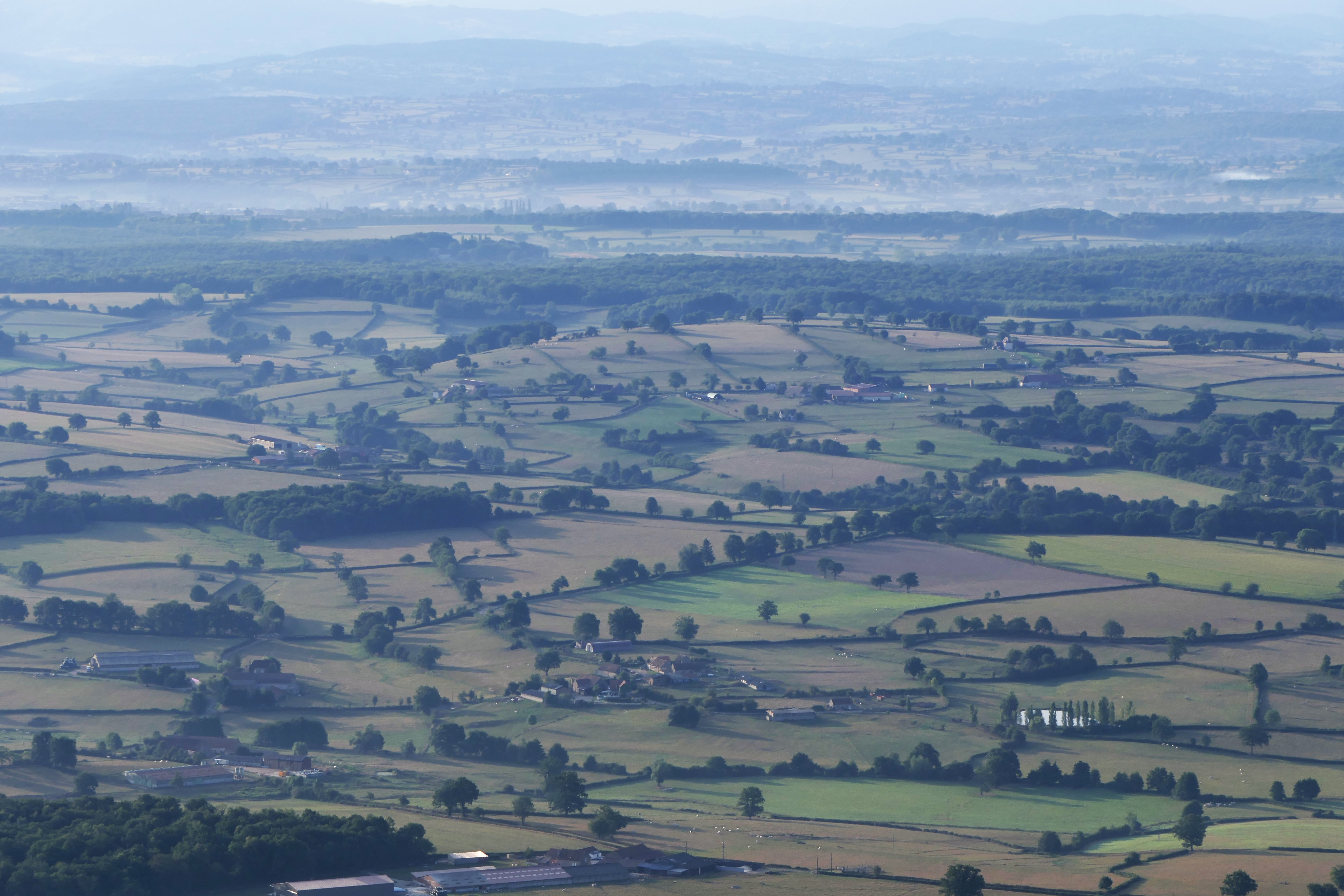
Paysage du charolais, à proximité de Paray-le-Monial (vue aérienne).

## Histoire du Charolais

### Armoiries

Blason du Charolais

Les comtes du Charolais portaient : de gueules, au lion à la tête contournée, d'or, armé et lampassé d'azur.
Bien que « lion regardant » désigne également un lion rampant regardant à sénestre, l'emploi de « lion à la tête contournée » serait préférable.

### De la châtellenie au comté de Charolais

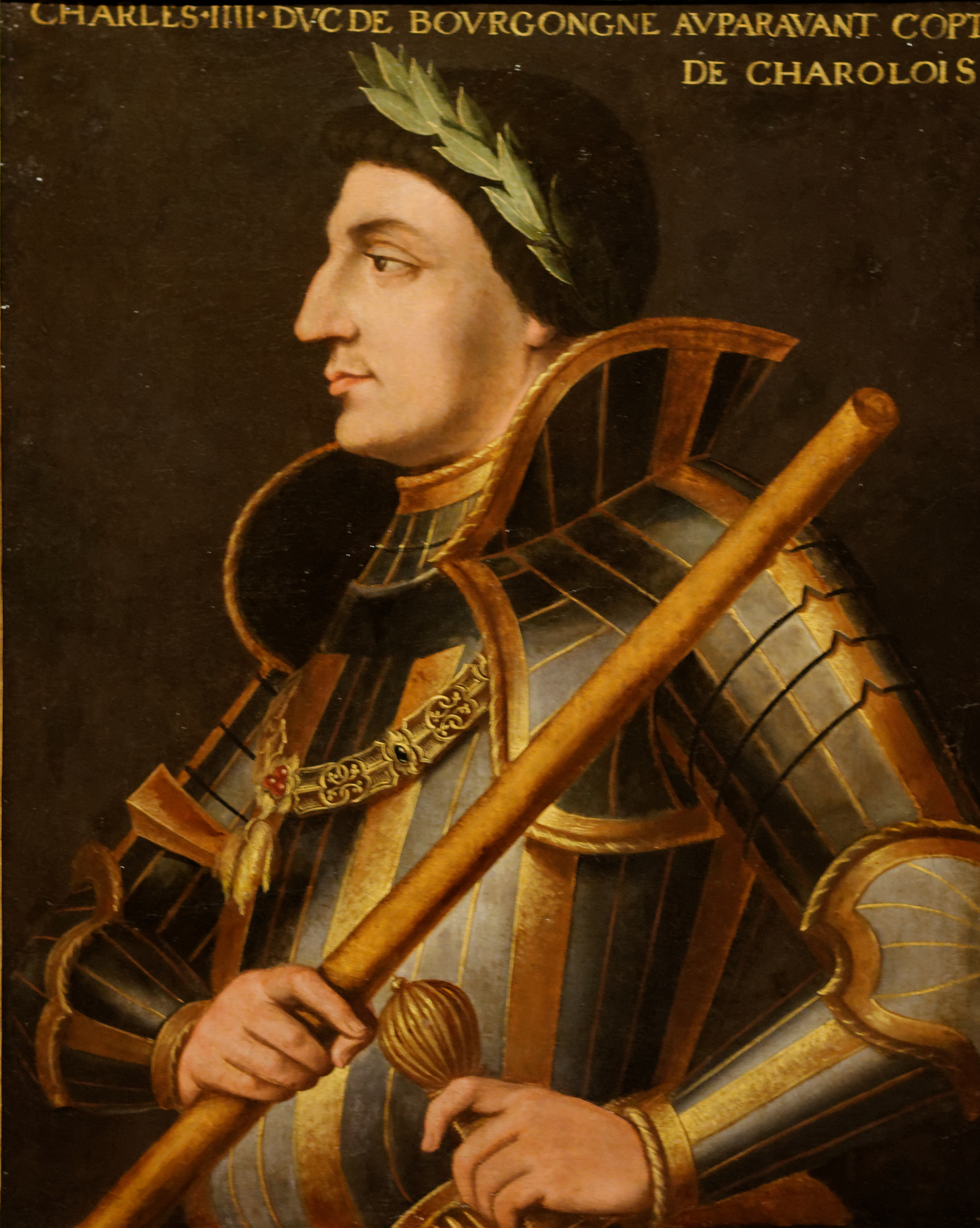
Charles le Téméraire, duc de Bourgogne et comte de Charolais.

À l'origine le Charolais consiste en une simple châtellenie ; le comte de Chalon Jean le Sage, qui le possède, le cède en 1237 au duc de Bourgogne Hugues IV. Ce dernier le lègue à sa petite-fille Béatrix, fille de Jean de Bourgogne et d'Agnès de Bourbon, qui en prend possession en 1279. Elle avait épousé en 1272 Robert, comte de Clermont, fils de Louis IX. Cette donation comprenait les châtellenies, châteaux et dépendances, fiefs et arrière-fiefs de Mont-Saint-Vincent, Sanvignes, Artus, Dondain, le Sauvement et Charolles.
Le Charolais est alors érigé en comté, divisé en quatre baronnies : Mont-Saint-Vincent, Lugny-lès-Charolles, Digoine et Joncy ; puis en six châtellenies : Artus (Beaubery), le Sauvement (Ciry-le-Noble), Sanvignes, le Mont-Saint-Vincent, Dondain (Pressy-sous-Dondin) et Charolles.

### L'association au duché de Bourgogne
En 1327, le Charolais passe dans la maison d'Armagnac par le mariage de Jean Ier d'Armagnac avec Béatrix de Clermont, fille de Jean de Clermont. Leur descendant Jean III d'Armagnac, appelé à l'aide par la ville de Florence et manquant de fonds pour lever une armée, avec l'accord de son frère Bernard vend le comté de Charolais au duc de Bourgogne, Philippe II le Hardi, pour 60 000 francs d'or par contrat en date du 11 mai 1390 avec un droit de rachat de trois ans. Une partie de cette somme avait été prélevée sur la dot de Marguerite de Bavière, épouse de son fils Jean sans Peur. En 1393, le Charolais est définitivement rattaché au duché de Bourgogne, d'où une rancœur et une haine farouche entre Armagnacs et Bourguignons. Pendant cette période, le titre de Comte de Charolais est systématiquement donné à l'héritier du duc de Bourgogne (à la manière du titre de « Dauphin de France » ou de « prince de Galles »). Par exemple, Charles le Téméraire, du vivant de son père Philippe le Bon, porte le titre de comte de Charolais.

### La succession de Charles le Téméraire (1477-1493)
Après sa mort, le Charolais fut réuni avec le duché de Bourgogne au domaine royal par Louis XI en 1477, qui installa un bailli à Charolles. La même année cependant, le Charolais, conscient de ce qu'il n'était pas un fief de France comme la Bourgogne, mais une propriété personnelle de la famille de Valois-Bourgogne depuis son rachat par Philippe le Hardi, mais aussi par fidélité à Marie de Bourgogne, héritière du duc Charles le Téméraire, se révolta contre la domination française et la rejeta. La situation officielle du comté devint alors compliquée, les deux partis en réclamant la possession. En 1482, Louis XI et Maximilien d'Autriche décident de régler la succession de Charles le Téméraire en France par le traité d'Arras, en 1482. Ce traité prévoit le mariage de Marguerite d'Autriche, fille de Marie de Bourgogne et de Maximilien d'Autriche, avec le dauphin, le futur Charles VIII. Maximilien d'Autriche a obtenu que si la promesse de mariage venait à être rompue, les territoires faisant partie de la dot de la mariée, dont le comté de Charolais, seraient rétrocédés à son fils Philippe le Beau, archiduc d'Autriche. Charles VIII ayant choisi de se marier avec Anne de Bretagne, cette clause de rétrocession fut appliquée. Le traité de Senlis de 1493 prévoyait le retour du comté de Charolais à Philippe le Beau.

### L'association avec la Franche-Comté
Philippe Ier le Beau épousa Jeanne Ire de Castille (par la suite, « Jeanne la Folle »), héritière de Ferdinand II d'Aragon et d'Isabelle Ire de Castille. Ce mariage permit à Philippe d'accéder brièvement au trône de Castille (1504-1506) à la mort d'Isabelle. À sa mort, le comté de Charolais passe aux mains de Charles Quint, son fils aîné, qui, en 1516, devient roi de Castille et roi d'Aragon : le Charolais devient alors une possession des rois d'Espagne de la maison de Habsbourg, mais située dans le royaume de France.
À la suite du traité de Cambrai (1529), le comté de Charolais est confirmé comme un fief sous suzeraineté du royaume de France aux mains des Hasbourgs d'Espagne. Il avait en effet été convenu que Marguerite d'Autriche puis son neveu Charles Quint en soient possesseurs de leur vivant avant qu'il n'intègre le domaine royal français. Finalement au traité de Cateau-Cambrésis (1559), il était convenu que le comté reste aux mains des Hasbourgs d'Espagne, toujours en tant que fief sous suzeraineté française.
Le comté de Charolais ne fut donc pas à proprement parler une enclave étrangère dans le royaume de France mais une de ses mouvances qui contrairement aux autres à cette période détenues par une aristocratie locale, fut elle possédée par une puissance étrangère.
La conservation de ce territoire enclavé en territoire français posait problème, mais a été facilitée par la proximité d'une autre possession des Habsbourg d'Espagne, le comté de Bourgogne (Franche-Comté), territoire d'Empire très important pour eux du fait de sa situation à mi-chemin entre le duché de Milan et les Pays-Bas, deux autres de leurs possessions, surtout lorsque les Pays-Bas ont été en situation de rébellion (à partir de 1566), sous le règne de Philippe II, successeur de Charles Quint.
Le comté de Charolais possédait, en principe, un pouvoir indépendant et une assemblée, les états du Charolais.
Son histoire sous les Habsbourg d'Espagne se confond largement avec celle de la Franche-Comté, tous deux objets de conflits entre la France et l'Espagne. Le comté de Bourgogne, conquis par Louis XIV, est finalement cédé à la France par le traité de Nimègue (1678).
En ce qui concerne le Charolais, le traité des Pyrénées de 1659, qui mettait fin à la guerre franco-espagnole commencée en 1635, stipulait qu'il restait aux mains des Habsbourg d'Espagne, mais que Philippe IV devait verser un million de francs au prince de Condé (le « Grand Condé »), pour le dédommager de l'aide qu'il avait apportée au roi d'Espagne. Comme Philippe IV n'était pas en mesure de verser cette somme, Condé fit confisquer le comté et se le fit adjuger par arrêt du Parlement de Paris le 28 mars 1684.

### Le comté de Charolais auXVIIIesiècle
Il devint au XVIIIe siècle l'apanage de Charles de Bourbon-Charolais, comte de Charolais, prince qui n'est connu que par ses débauches et sa cruauté. La dernière héritière du comté, Élisabeth-Alexandrine de Bourbon-Condé (1705-1765), mademoiselle de Sens, fille de Louis III de Bourbon-Condé, céda le comté au roi de France Louis XV contre, notamment, la terre de Palaiseau. Le Charolais fut finalement réuni à la Couronne en 1761. Quant aux États de Charolais, ils furent supprimés et leurs attributions passèrent aux états de Bourgogne.
Sous l'Ancien régime, le Charolais représentait l'un des quatre comtés dépendant du duché de Bourgogne, aujourd'hui compris dans le département de Saône-et-Loire. Ses villes principales sont Charolles (la capitale), Paray-le-Monial, Toulon-sur-Arroux.
Jusqu'en 1761, il existait pour le comté du Charolais un bailliage seigneurial (sous l'autorité du comte, un Habsbourg héritier de Marie de Bourgogne qui avait épousé Maximilien Ier de Habsbourg), et un bailliage royal (sous l'autorité du roi de France qui essayait de s'emparer du comté qui était toutefois propriété privée, puisqu'il avait été acheté par Philippe le Hardi).
Les états particuliers du comté de Charolais ont participé à l'administration du Charolais de 1578 à 1761, date de leur rattachement aux états généraux de Bourgogne.

### Le bailliage du Charolais

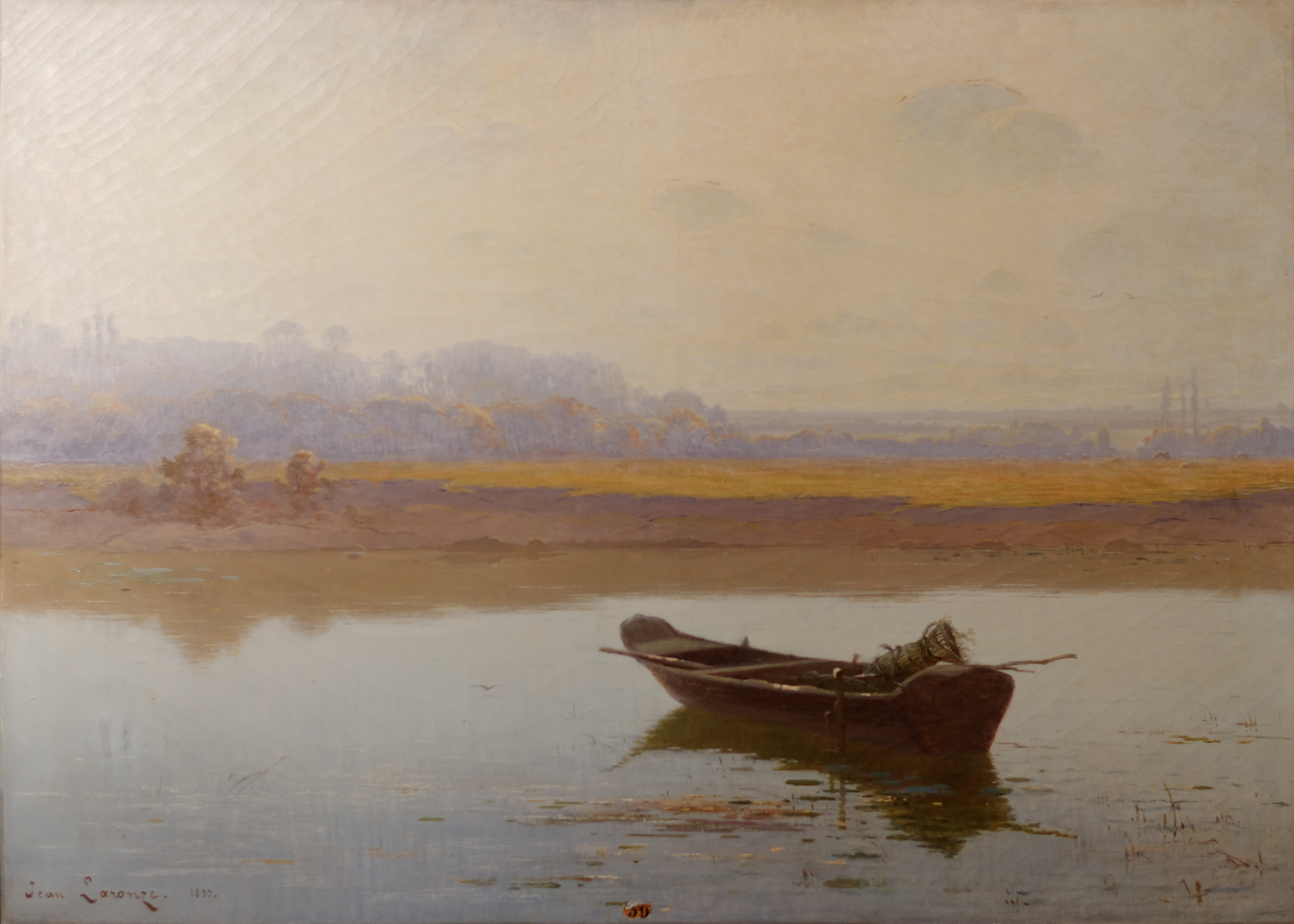
Le Calme (en Charolais), Jean Laronze.

Le bailliage de Charolais est administré à l'origine par un bailli qui cumule l'autorité civile, militaire, judiciaire et fiscal. Le plus ancien connu est Arnoul des Loges en 1265, avec sous ses ordres les six capitaines châtelains. En 1358, le gouverneur du bailliage est Guillaume de Saint-Privé.
Le bailliage royal fut créé par Louis XI en 1477, à côté du bailliage comtal ; ses prérogatives furent réaffirmées en 1572, 1611 et 1618, période durant laquelle le comte était le roi d’Espagne. De 1699 à 1765, lorsque les comtes étaient les princes de Condé, le bailliage royal avait perdu la majorité de ses fonctions au profit du bailliage seigneurial ; seuls les titres de lieutenant-général et de procureur du roi sont pourvus, du fait de leur entrée de droit aux états. En 1765, Louis XV unit les bailliages seigneuriaux de Charolles et du Mont-Saint-Vincent au bailliage royal de Charolles. Dès lors, et jusqu'à la Révolution, le bailliage fut composé :
- d’un grand bailli d’épée ;
- d’un lieutenant général civil et criminel ;
- d’un lieutenant particulier civil, assesseur criminel ;
- de quatre conseillers ;
- d’un procureur du roi ;
- d’un avocat du roi ;
- d’un greffier ;
- d’un receveur des consignations ;
- d’un commissaire aux saisies réelles ;
- de douze procureurs ;
- de deux huissiers audienciers ;
- et quatre huissiers.

Le bailliage de Charolles était, à la veille de la Révolution, le sixième principal bailliage du Parlement de Bourgogne.
Selon Courtépée, le bailliage de Charolles avait dans son ressort 2 villes, 4 bourgs, 70 paroisses, 5 prieurés, 4 prévôtés, 6 châtellenies, 32 seigneuries et 196 fiefs.
La maréchaussée du Charolais est composée d'un prévôt, d'un lieutenant, d'un assesseur, d'un procureur du roi, d'un greffier, d'un brigadier, de deux sous-brigadiers et de douze cavaliers. Un détachement existe à Toulon-sur-Arroux.

### Les états du Charolais (1390-1751)
Le Charolais fut doté d’états particuliers dès la fin du XIVe siècle jusqu'en 1751, date de sa réunion aux états généraux de Bourgogne. Charolles devient alors la quatorzième ville de la grande roue des états généraux.
Créés en 1390 par Philippe le Hardi, c’est en 1613 que les états du Charolais se sont fixés définitivement à Charolles. Ils sont formés par la réunion de 3 chambres :
- clergé (composée de l'Abbé de Cluny, de différents prieurs, curés, représentant de chapitres et méparts)
- noblesse (composée des nobles du comté, à savoir 98 en 1745)
- tiers (composée des députés des villes de Charolles, Paray-le-Monial, Mont-Saint-Vincent, Toulon-sur-Arroux et Perrecy-les-Forges)

Les états se réunissaient annuellement sous la présidence du bailli d'épée, ou à défaut, du lieutenant-général. Ils s'intéressaient à toutes les problématiques du comté, administratives, judiciaires et économiques, mais leur principale tâche résidait dans la répartition des charges fiscales entre les habitants du comté, subdivisé en cinq départements, appelées bâtis.
Chaque chambre désigne un élu pour trois ans, l'élu du Tiers faisant office de syndic des états.

## Lieux et monuments

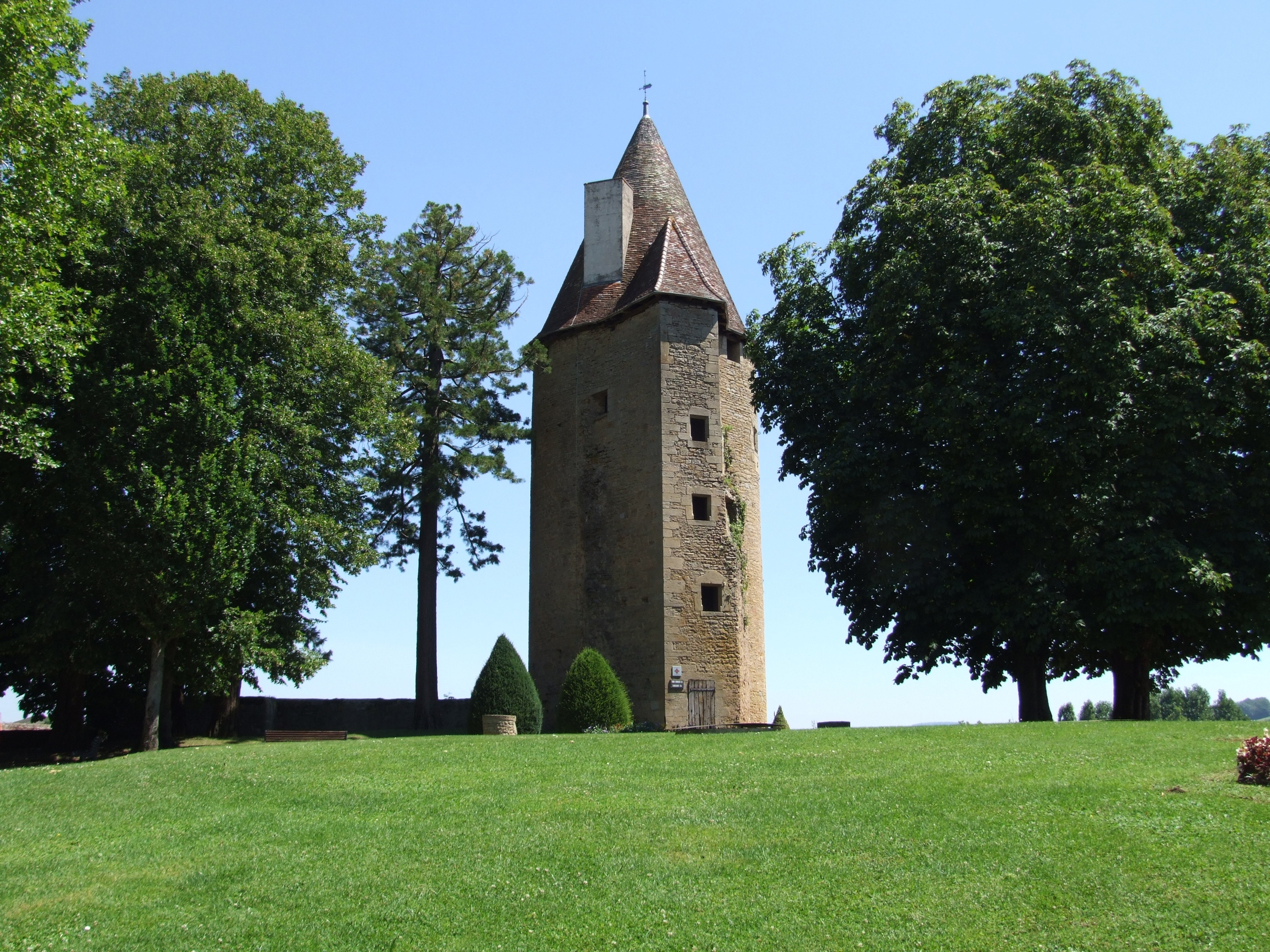
Charolles, Tour Charles le Téméraire.
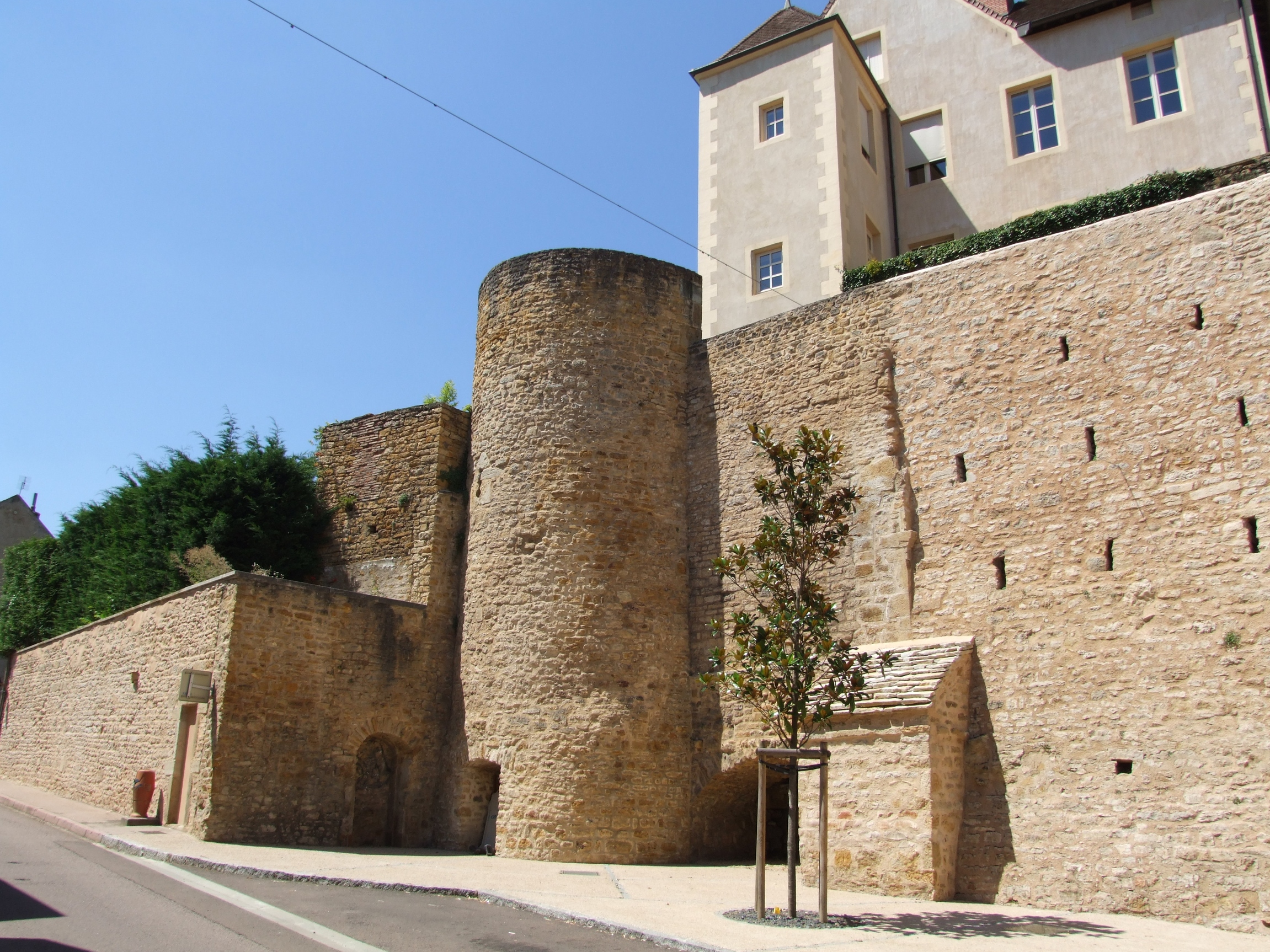
Charolles, restes des remparts.
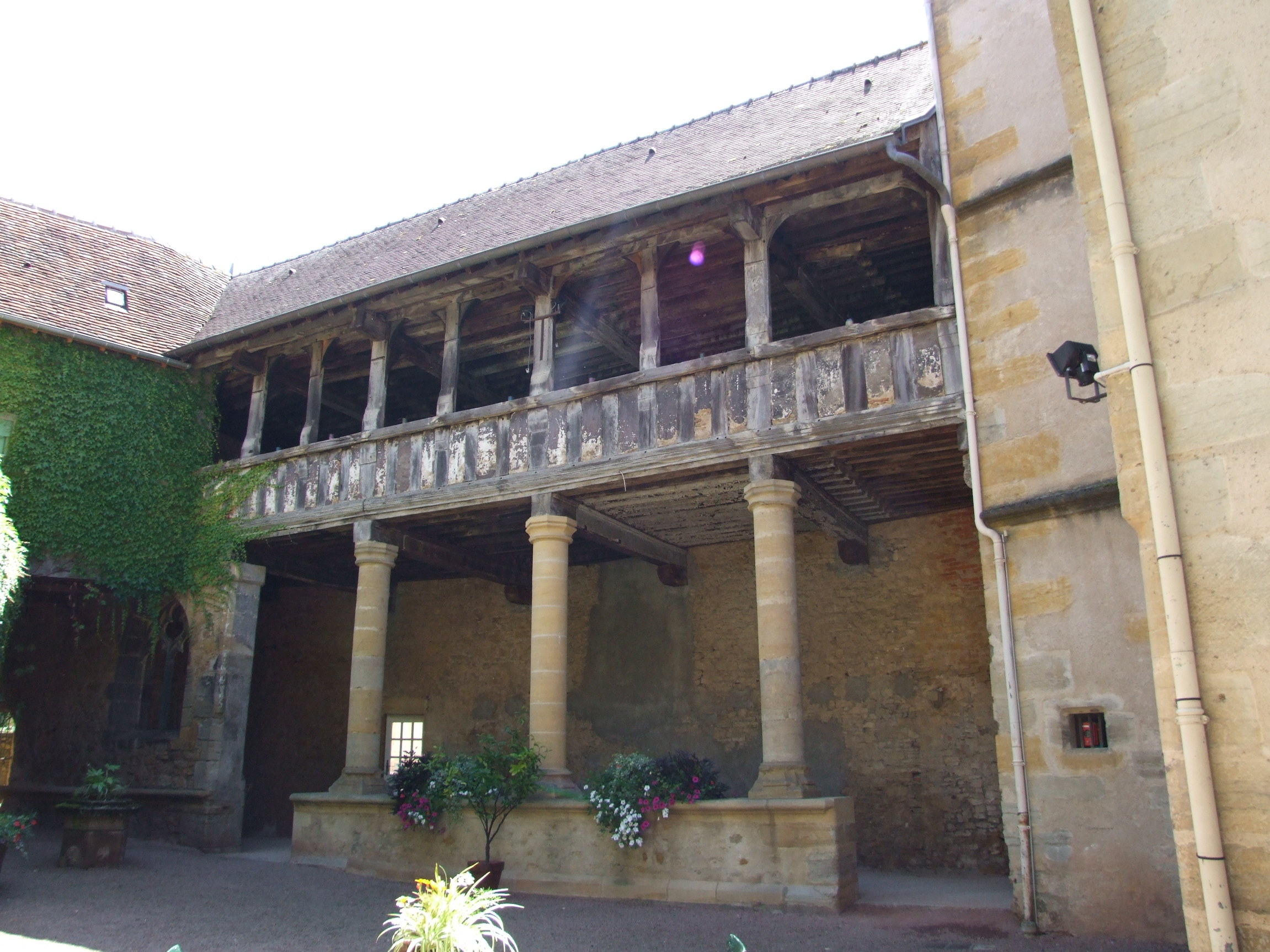
Charolles, ancien couvent des Clarisses.
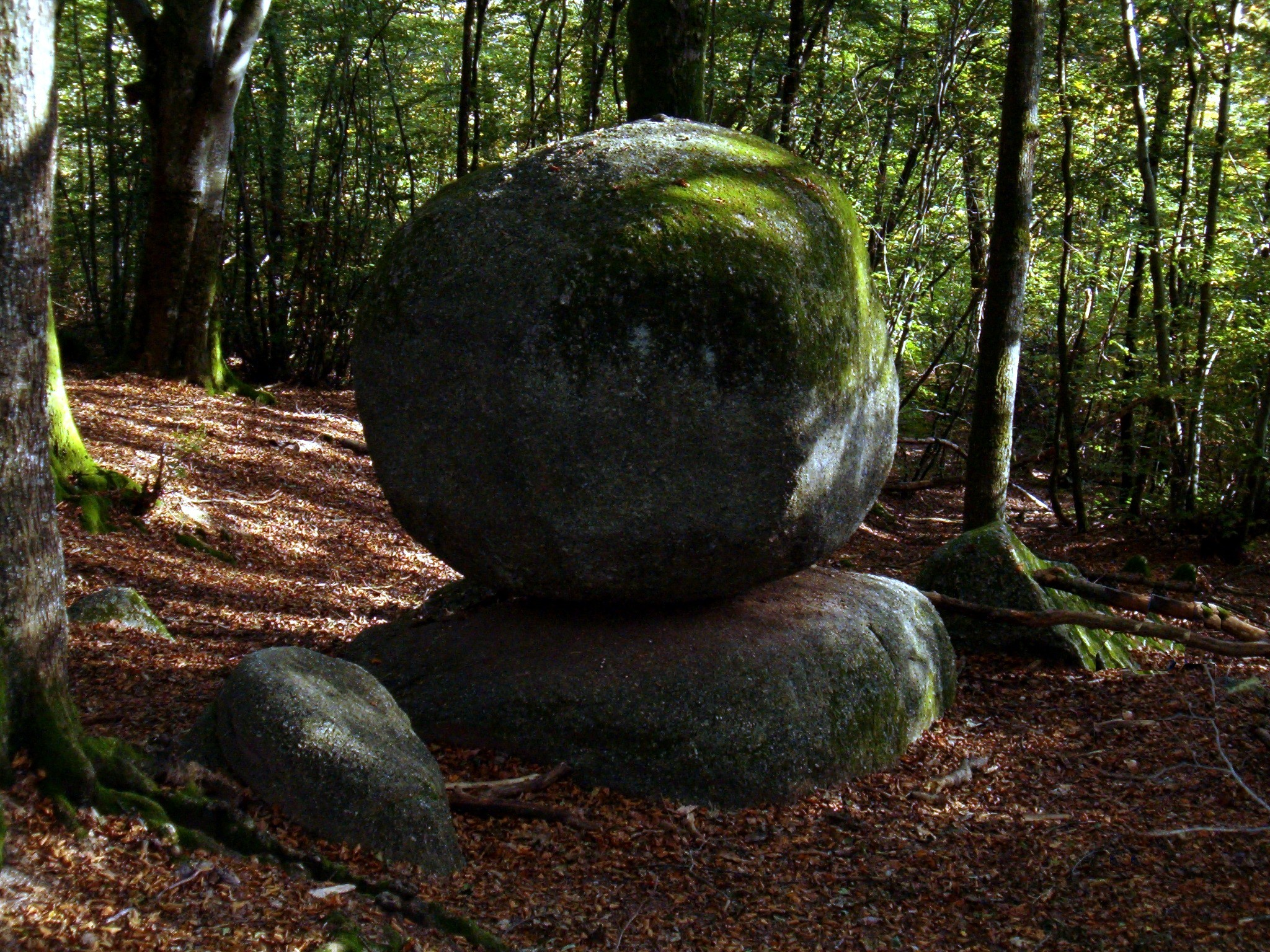
Uchon, à l'extrémité nord du Charolais.
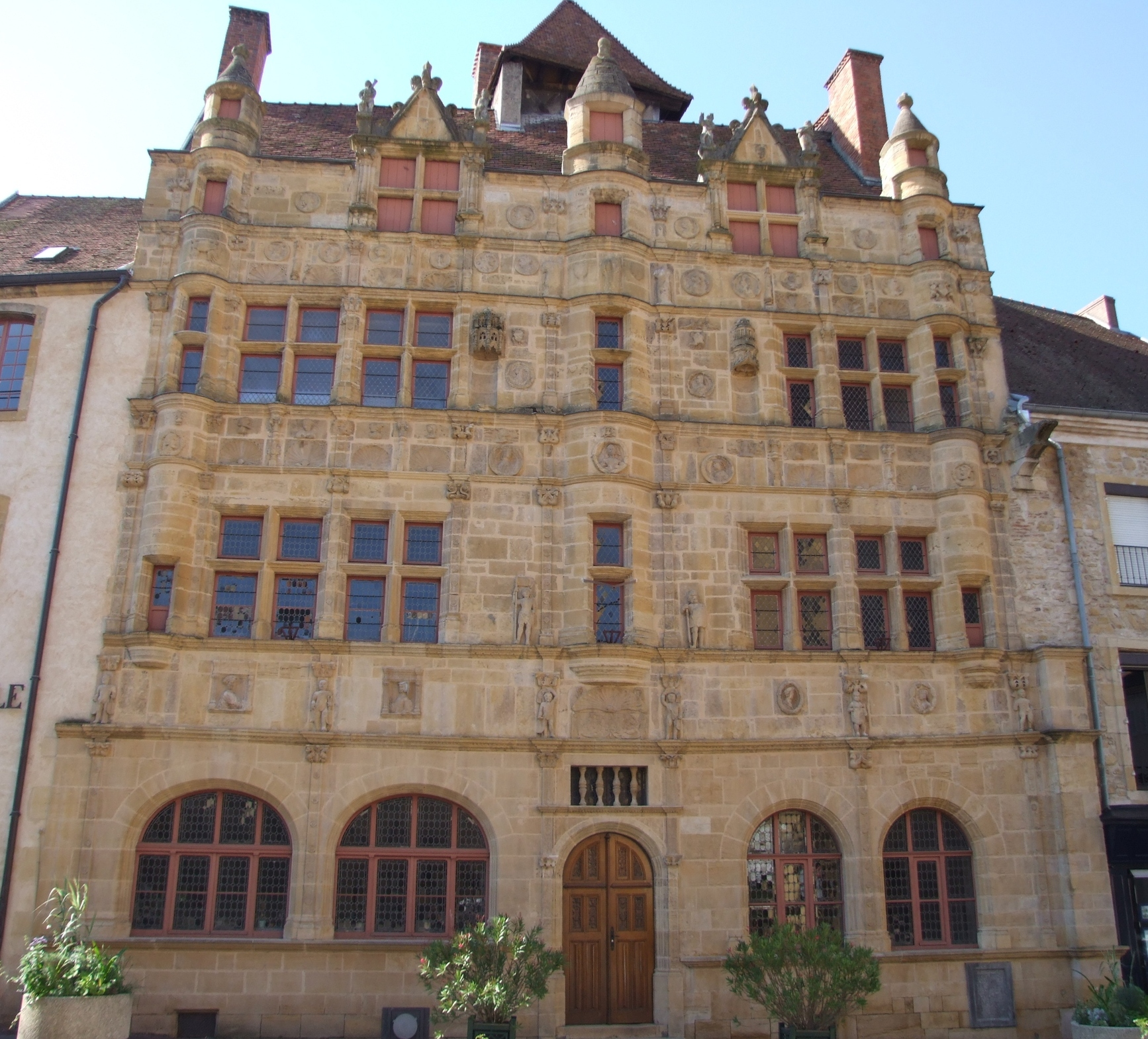
Paray-le-Monial.
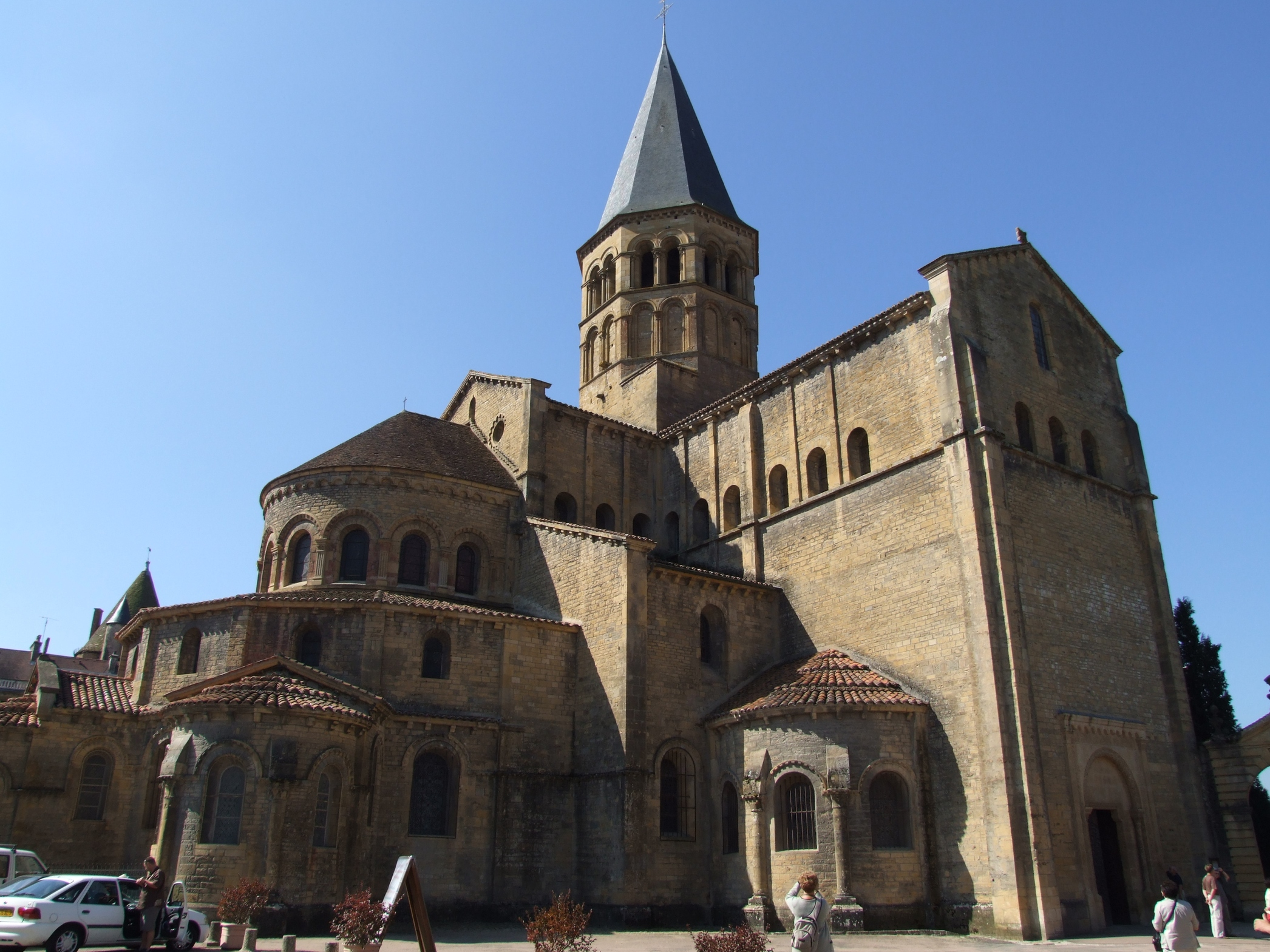
Basilique de Paray-le-Monial.
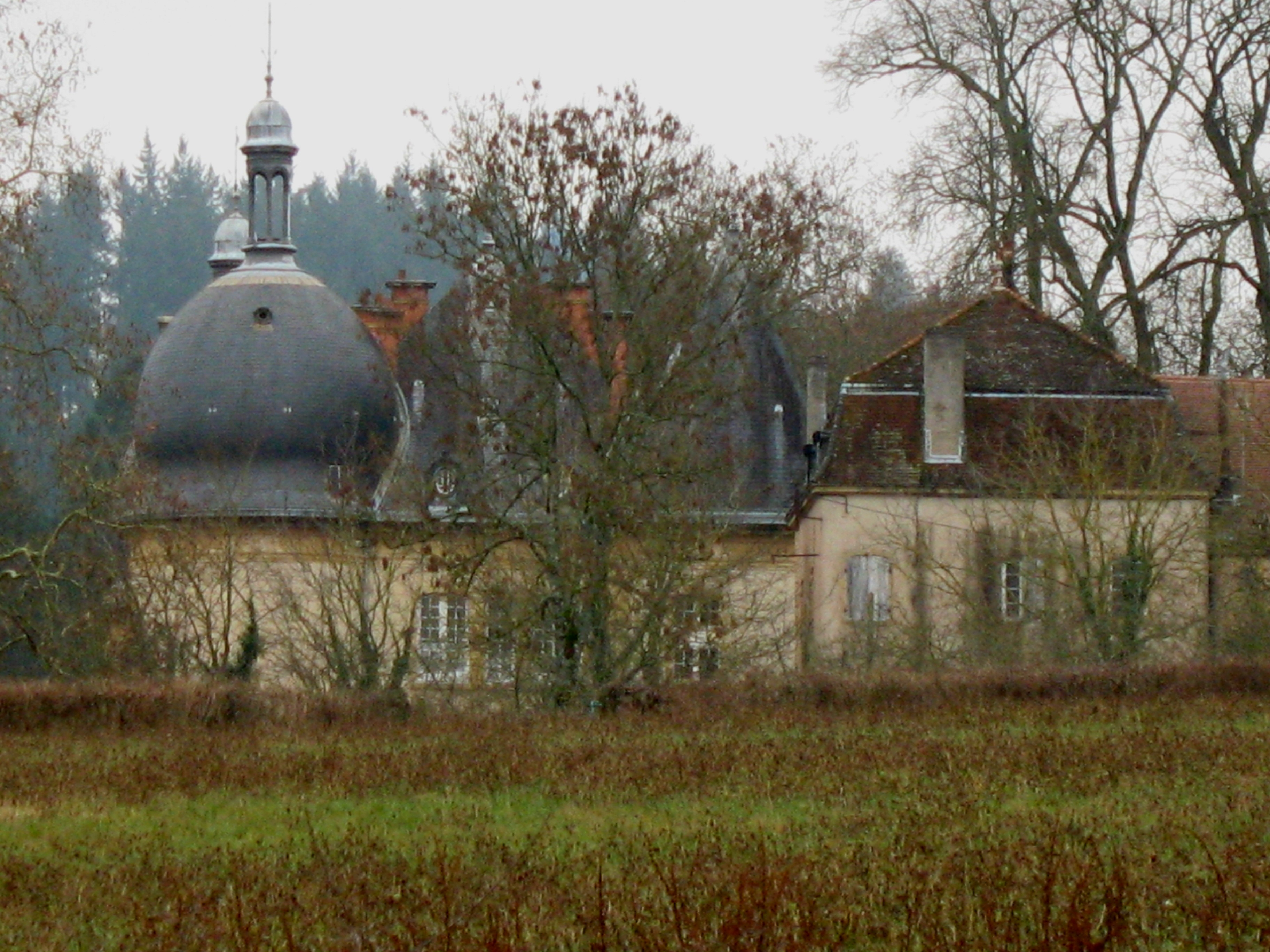
Ozolles, château de Rambuteau.

## Orthographe

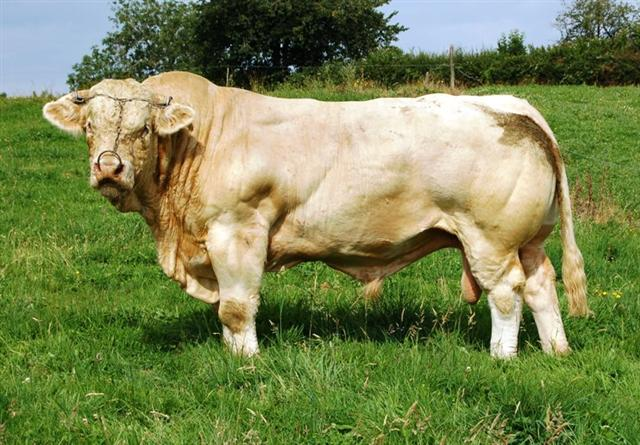
Taureau de race Charolaise

- les poules et les moutons sont dits Charollais, tout comme les habitants de Charolles ;
- les bovins et fromages sont dits Charolais (contrairement à ce qu’écrit Joanny Furtin dans son monologue).

L’utilisation d’un ou de deux l restant un mystère pour tous, les deux orthographes sont communément acceptées.
La nuance est très simple Charolais appartient au pays charolais (région géographique)
Charollais appartient à la ville de Charolles. C’est pour ça que parfois le bœuf charolais devient charollais s’il est élevé sur la commune de Charolles et qu'un Charolais né à Charolles est un Charollais, c'est un Charolais s'il est né à Paray le Monial.
Les communes de Saint-Aubin-en-Charollais et Vitry-en-Charollais, non immédiatement adjacentes à Charolles, ont intégré à leurs noms le mot Charollais comportant deux L. L’ancienne commune de Bragny-en-Charollais comportait également deux L dans son nom.